# Palazzo Salerno
Il palazzo Salerno è un palazzo di interesse storico-monumentale della città di Napoli, ubicato in piazza del Plebiscito; fu edificato alla fine del XVIII secolo per opera dell'architetto messinese Francesco Sicuro, e così chiamato da Leopoldo di Borbone-Due Sicilie, principe di Salerno.

## Storia
Il palazzo nacque grazie ad un lavoro di trasformazione architettonica dei vecchi conventi della Croce e della Trinità di Palazzo, nelle vicinanze del Palazzo Reale, destinato dal re Ferdinando IV all'alloggiamento dei cadetti reali.
L'inizio dei lavori si ebbe nel 1775 e l'edificio fu originariamente destinato ai cadetti dell’Esercito Napoletano, divenne quindi residenza del ministro John Acton e successivamente, sino al 1825, sede dei ministri di Stato di sua maestà borbonica. Da quella data fu abitato dal principe di Salerno. Con la conquista garibaldina del 1860 divenne sede del Comando generale militare delle province napoletane. Da allora è stato un susseguirsi di comandi militari.
Il palazzo dal 2015 è la sede del Comando Forze Operative Sud dell'Esercito Italiano.

## Descrizione
Il palazzo fu dotato di una facciata di impronta neoclassica, che ancor oggi conserva, soltanto nel 1815, anno in cui fu costruito il prospiciente palazzo della Foresteria (oggi, palazzo della Prefettura di Napoli), anche per completare l'aspetto esteriore della piazza.
L'ala dell'immobile sopravanzante mantiene ancora il nome di palazzo Croce, nome dovuto alla presenza della chiesa di Santa Croce di Palazzo.
Il nome del palazzo deriva invece da uno dei figli di Ferdinando IV, il duca di Salerno Leopoldo Giovanni Giuseppe di Borbone, nominato poi principe di Salerno nel 1817.